# Joan Oriol i Gràcia
Joan Oriol i Gràcia (Cambrils, Baix Camp, 5 de novembre del 1986) és un futbolista professional català que juga al Nàstic de Tarragona. El seu germà bessó Edu Oriol també és futbolista professional.

## Trajectòria

### Vila-real CF
Va debutar a Lliga 2010/2011 contra el Reial Saragossa, jugà de titular cobrint la baixa per lesió de Joan Capdevila i Méndez. Era la tretzena jornada de Lliga, el vint-i-set de novembre del 2010. Després del debut no va tenir massa protagonisme en el primer equip. De fet, no va ser fins a la Lliga 2011/2012 en què va assolir cert protagonisme, va jugar vint-i-un de titular, justament la temporada que es consumava el descens del submarí groc a Segona Divisió. En la següent temporada, la Lliga Adelante 2012/13 el seu pes dintre de l'equip va anar disminuint amb el pas de les jornades, Jaume Costa va acabar assumint el protagonisme al lateral esquerre en el retorn a Primera. El 14 de juny del 2013 el Vila-real CF feia oficial la no renovació del seu contracte.

### CA Osasuna
El 2 de juliol del 2013 va ser presentat com a nou jugador del CA Osasuna amb qui va firmar per tres temporades amb una clàusula de rescissió de cinc milions d'euros. El 18 d'agost del 2013 va debutar a la Primera Divisió amb l'equip navarrès, va ser contra el Granada en un partit que va acabar amb derrota 1-2. El jugador català va tenir un protagonisme limitat, només va jugar 11 dels 38 partits de la Lliga.

### Blackpool FC
Després del descens de l'Osasuna a Segona Divisió el jugador va rescindir el contracte amb l'equip navarrès i va fitxar pel Blackpool de la Segona Divisió anglesa. El 16 d'agost del 2014 va debutar amb l'equip anglès en competició oficial, va ser en la derrota del Blackpool contra el Blackburn Rovers, Joan Oriol també va ser sancionat amb una targeta groga en aquell partit. A poc a poc, va anar perdent protagonisme en l'equip anglès, fins que va decidir rescindir el contracte.

### FC Rapid Bucureşti
La temporada 2014–15 la va acabar a Romania, al Rapid de Bucarest. Amb l'equip romanès va jugar 13 partits i no va marcar cap gol.

### RCD Mallorca
L'estiu del 2015 es va fer oficial el seu traspàs al RCD Mallorca signant un contracte per dues temporades. Al finalitzar el seu contracte i no arribar a cap acord amb la directiva mallorquina per a la renovació del seu contracte, Joan Oriol va marxar a la lliga grega, a l'Atromitos.